# اردک‌های ماهی‌خوار سفید
اردک‌های ماهی‌خوار سفید یا مرگوس‌های سفید (نام علمی: Mergellus) سرده‌ای از اردک‌ها است. اردک ماهی‌خوار سفید (Mergellus albellus) تنها گونه زنده است، اما یک گونه منقرض‌شده به نام Mergellus mochanovi نیز از نهشته‌های پلیستوسن پسین در منطقه یاقوتستان روسیه توصیف شده است.